# Водяний знак

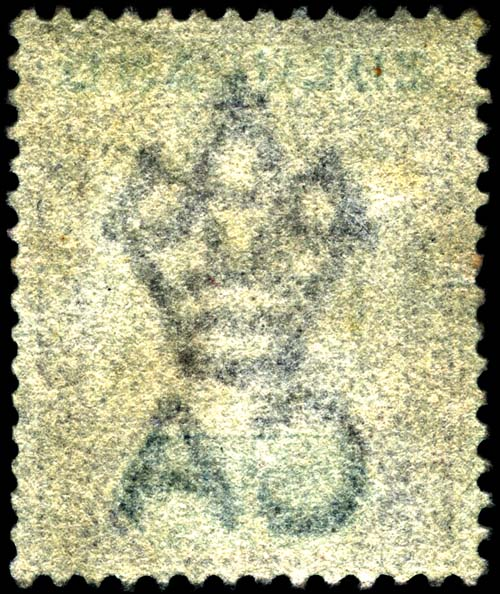
Водяний знак «Корона і CA» («Королівський агент»), типовий для поштових марок британських колоній в 1880 – 1920-х роках

Водяний знак (англ. watermark) — видиме зображення або малюнок на папері, який виглядає світліше при перегляді на просвіт (або темніше при перегляді у відбитому світлі на темному фоні). Водяний знак одержують вдавленням металевого сітчастого валика або егутера (дендіролі, рівнителя) в папір в процесі його виготовлення. Малюнок водяного знака — лінії різної форми, букви або монограми, фігурні зображення. Також — філігрань.

## Історія
Вперше водяні знаки з'явилися в Болоньї (Італія) в 1282 або 1283 у . Виробники паперу застосовували їх тоді і пізніше для ідентифікації своєї продукції, а також на поштових марках, банкнотах та інших державних документах для захисту від підробки.
Основну роботу про водяні знаки на поштових марках написав у 1866 у французький філателіст Жак Амабль Легран.

## Методика виробництва

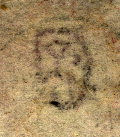
Водяний знак «голова слона» на ранніх марках Індії

Егутер (дендіроль або рівнитель) - легкий валик, покритий матеріалом, схожим на віконну сітку, на якій нанесений рельєфний малюнок.
Слабкі лінії дають вплетені зволікання, які йдуть паралельно осі егутер (дендіроля), а товсті лінії створюються ланцюговими дротиками, що проходять по колу для кріплення уплетених зволікань до егутера зовні. Оскільки ланцюгові дротики розміщені із зовнішнього боку вплетених зволікань, вони сильніше вдавлюються в паперову масу, що відливається, в силу чого їх відбиток виходить товстішим в порівнянні з лініями, що залишають вплетеними дротиками.
Таке рельєфне тиснення переноситься на паперову масу, що відливається, стискаючи і зменшуючи її товщину на даній ділянці. Оскільки ця частина аркуша з малюнком стає тоншою, вона пропускає більше світла і тому здається світліше навколишнього паперу. Якщо ці лінії виразні і паралельні, і (або) при наявності водяного знака, то такий папір називається папером верже. Якщо лінії виглядають як сітка або маловиразні, і (або) при відсутності водяного знака, то вона називається веленевим папером. Цей метод називається методом філіграні.
Інший метод виробництва водяного знака називається методом тиснення сітки. Тиснений водяний знак, вперше використаний в 1848 , дає глибину тонів і зображення у відтінках сірого. Замість застосування дротяної сітки, що покриває егутер, такий водяний знак створюється рельєфними ділянками на власній поверхні егутер.
Водяний знак дуже корисний при дослідженні паперу, оскільки його можна застосовувати для датування, встановлення розмірів, товарних знаків і місця знаходження виробника паперу, а також її якості.
Помітність водяних знаків значно варіюється: деякі легко помітити неозброєним оком, щоб виявити інші - потрібне певне дослідження. Можна покласти марку малюнком вниз у ванночку з чорним дном і нанести кілька крапель очищеного бензину. Також розроблені різні засоби для виявлення водяних знаків, наприклад, рідина для водяних знаків, яка змочує папір, не пошкоджуючи його.
Включення ідентифікаційного коду в цифровій музичний , відео файл, зображення або інший файл називається цифровим водяним знаком.

## Захист цінних паперів водяними знаками
Найдавнішим традиційним методом захисту паперового полотна є застосування водяних знаків. Водяний знак - це малюнки в паперовій масі, видимі на просвіт. Вони не тільки виконують захисні функції, і також підвищують загальний художній рівень цінних паперів. За художніми підходами виділяють декілька різновидів водяних знаків:
однотоновий водяний знак має монохроматичне зображення у вигляді фігур чи малюнків, інтенсивність яких відрізняється від інтенсивності тону паперового полотна. Однотонові водяні знаки можуть мати позитивне чи негативне зображення;
двотоновий водяний знак - двотонове зображення, що від різняється за кольором чи тоном від паперового полотна;
багатотоновий водяний знак - півтонове зображення оригіналу в паперовій ма. Багатотоновий водяний знак зазвичай не піддається фальсифікації.
За розміщенням на аркуші паперу розрізняють фоновий та локальний різновиди водяних знаків.
Фоновий водяний знак являє собою малюнок, розміщений по всі поверхні паперу. Такий знак має невеликі розміри та багаторазово повторюється на робочій поверхні навіть найменших полі графічних виробів (акцизні марки, проїзні квитки).
Локальний водяний знак (локально позиціонований) - це зображення, розміщене в точно заданому місці готової продукції та синхронізоване з основним зображенням.

## Водяні знаки на поштових марках
У філателії водяний знак є ключовим елементом марки і часто є характеристикою, що відрізняє просту марку від раритету. «Класичним» водяним знаком на марках є маленька корона, зірка, півмісяць, лебідь, бичача голова або інший національний символ, які ставилися або одноразово на кожній марці (прості водяні знаки), або зроблені суцільним малюнком по всьому аркуші марок ( багаторазові водяні знаки). Водяні знаки застосовувалися практично повсюдно на марках XIX століття і початку XX століття, але вийшли з ужитку і на сучасних марках зустрічаються нечасто.
Деякі типи тиснення, наприклад «хрест в овалі» на ранніх марках Швейцарії, нагадують водяний знак, оскільки папір в цих місцях тонше, але легко розрізняються за наявністю гостріших крайок у порівнянні зі звичайним водяним знаком.
Багато країн продовжують наносити водяні знаки на свої марки в силу традиції, хоча необхідності в цьому немає через наявність сучасної високої техніки виготовлення марок.

## Водяні знаки на банкнотах
На банкнотах великого номіналу водяний знак часто повторює основний малюнок, найчастіше портрет на лицьовій стороні.
На купюрах дрібного номіналу водяні знаки зазвичай прості, у вигляді геометричного малюнка (щоб не здорожувати виробництво), або ж їх взагалі немає.